# Електромаш (зупинний пункт)
Еле́ктромаш — пасажирський зупинний пункт Херсонської дирекції Одеської залізниці на лінії Снігурівка — 51 км між станцією Каховка (3 км) та зупинним пунктом Козацька (6 км). Розташований у місті Нова Каховка Херсонської області.